# Pskow-747 Psków
Pskow-747 Psków (ros. Футбольный клуб «Псков-747» Псков, Futbolnyj Kłub "Pskow-747" Pskow) – rosyjski klub piłkarski z siedzibą w Pskowie.

## Historia
Chronologia nazw:
- 1998—2000: FK Psków (ros. ФК «Псков»)
- 2001—2005: Pskow-2000 Psków (ros. «Псков-2000» Псков)
- 2006—...: Pskow-747 Psków (ros. «Псков-747» Псков)

Piłkarska drużyna FK Psków została założona na początku 1998 w Pskowie. W tym że roku klub debiutował w mistrzostwach amatorskich. Po dwóch sezonach w rozgrywkach amatorskich w 2000 awansował do Drugiej Dywizji, grupy Zachodniej. Od 2001 nazywał się Pskow-2000. W sezonie 2005 zajął przedostatnie 17 miejsce i został pozbawiony statusu klubu profesjonalnego.
W 2006 powstał klub Pskow-747, który kontynuował piłkarskie tradycje miasta, występując najpierw w Amatorska Lidze, a w 2007 zdobywając awans do Drugiej Dywizji, grupy Zachodniej.

## Sukcesy
- 2 miejsce w Rosyjskiej Drugiej Dywizji, grupie Zachodniej:

2005
- 1/32 finału w Pucharze Rosji:

2002, 2003

## Znani piłkarze
- Walerij Cwietkow

## Inne
- Maszynostroitiel Psków